# Luís Caetano Lobo
Luís Caetano Lobo (Bardez, Goa, Índia Portuguesa, 24 de julho de 1816 - Arganil, 29 de novembro de 1890) foi um presbítero português da Igreja Católica, de origem goesa, mais conhecido pelo seu cargo enquanto Pároco de Arganil, tendo desempenhado funções de reitor e arcipreste. Também exerceu advocacia.

## Biografia
Caetano Lobo pertencia à alta aristocracia indiana: era de origem brâmane, no entanto a sua família havia-se convertido ao catolicismo. Filho de Manuel do Rosário Lobo e Ana Caetana Maria Mafalda Marques, tinha um irmão chamado Augusto César.
Ainda em Goa, entra num seminário. Contudo, a família decide que o melhor seria ir estudar para Portugal, saindo do Oriente a 8 de dezembro de 1832. Nunca mais voltou à Índia.
Em 1841, inicia o curso de Teologia e, simultaneamente, frequenta Direito, ambos na Universidade de Coimbra, alimentando o sonho de um dia ser professor naquela instituição. É ordenado sacerdote a 12 de setembro de 1845 e termina o curso de Direito em 1848.
Em 25 de maio de 1851, obtém o grau de Doutor em Leis com apenas 35 anos. Mas Caetano Lobo, pertencente à alta aristocracia goesa de origem brâmane, viu-se afastado da possibilidade de lecionar Direito, provavelmente devido à sua origem.
Mudou-se então para Arganil no ano de 1856/57, onde ocupou o lugar de reitor e arcipreste da Igreja Católica. Assim que chega, convida o Bispo de Coimbra a visitar a vila.
Naquela vila beirã, concretiza o seu sonho de ensinar, não na universidade como ambicionava, mas junto da população maioritariamente analfabeta, onde poucos sabiam ler ou escrever. Caetano Lobo não se limitou a ensinar as primeiras letras, lecionando também disciplinas como Francês, Latim, Literatura e Lógica, preparando muitos dos seus alunos para o ensino superior. Mais tarde, propôs à Câmara Municipal de Arganil a construção de uma escola no Paço Pequeno, para melhorar a qualidade do ensino. Foi precursor do Método Português de Castilho, desenvolvido por António Feliciano de Castilho.
Outra das suas paixões era a Música. Na altura, Arganil tinha duas Filarmónicas: a Música Nova e a Música Velha, resultantes da cisão da primeira Filarmónica criada pelo Padre Vasconcelos Delgado. Caetano Lobo assumiu a liderança da Filarmónica Música Nova, fundando posteriormente a Banda Recreativa Arganilense.
Fundou aquilo que seria uma primeira espécie de hospital na vila, corria o ano de 1873, nas casas da hospedaria que se encontravam anexas à capela do Senhor da Agonia um incipiente estabelecimento assistencial regido pela comissão promotora do Hospital da Caridade.
Entretanto, Caetano Lobo também exerceu como advogado de prestígio, acabando por adquirir uma casa na Portelinha, onde viveu com a sua família até à sua morte inesperada, a 29 de novembro de 1890.
A 8 de setembro de 1990, a Câmara Municipal de Arganil iniciou as celebrações do centenário da morte de Luís Caetano Lobo, cujo nome está inscrito numa das principais artérias da cidade.